# The Waterhorse
The Water Horse: Legend of the Deep is een familiefilm van Jay Russell, uitgegeven in 2007. Het scenario van Robert Nelson Jacobs is een bewerking van het kinderboek "The Waterhorse" van Dick King Smith.
The Water Horse is geproduceerd door Revolution Studios en Walden Media in samenwerking met Beacon Pictures, en is uitgegeven door Columbia Pictures. Het filmen vond plaats in onder andere Nieuw-Zeeland, Schotland en de studio's in Wellington.
De hoofdrollen worden vertolkt door:
- Alex Etel als Angus MacMorrow
- Emily Watson als Anne MacMorrow
- Ben Chaplin als Lewis Mowbray
- David Morrissey als Captain Thomas Hamilton
- Priyanka Xi als Kirstie MacMorrow
- Craig Halls als Charlie MacMorrow
- Brian Cox als Old Angus
- Erroll Shand als Lt. Wormsley